# Marclândia

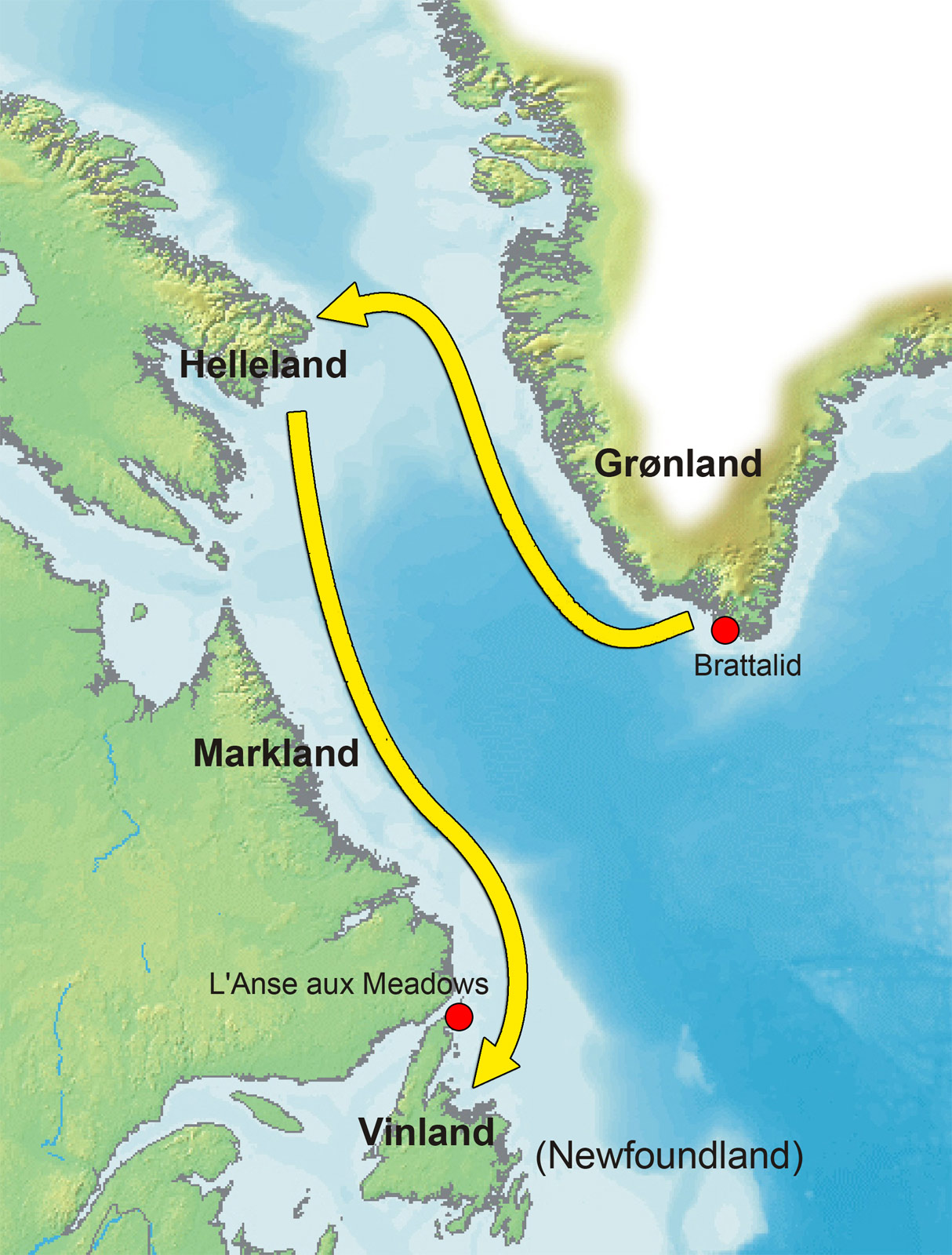
Posição hipotética da Vinlândia, Marclândia e Helulândia

Marclândia (Markland) foi o nome dado pelos exploradores viquingues à costa do Labrador a sul da Ilha de Baffin, actual Canadá. O nome significa terra da madeira e é uma referência à abundância de árvores da região.

## Etimologia
O nome histórico-geográfico Markland deriva da palavra nórdica antiga mǫrk (floresta), significando literalmente "Terra das florestas".